# Bahnhof Stade de France – Saint-Denis
Der Bahnhof Stade de France – Saint-Denis ist ein Bahnhof in Saint-Denis. Er liegt in der nördlichen Banlieue von Paris.

## Geschichte

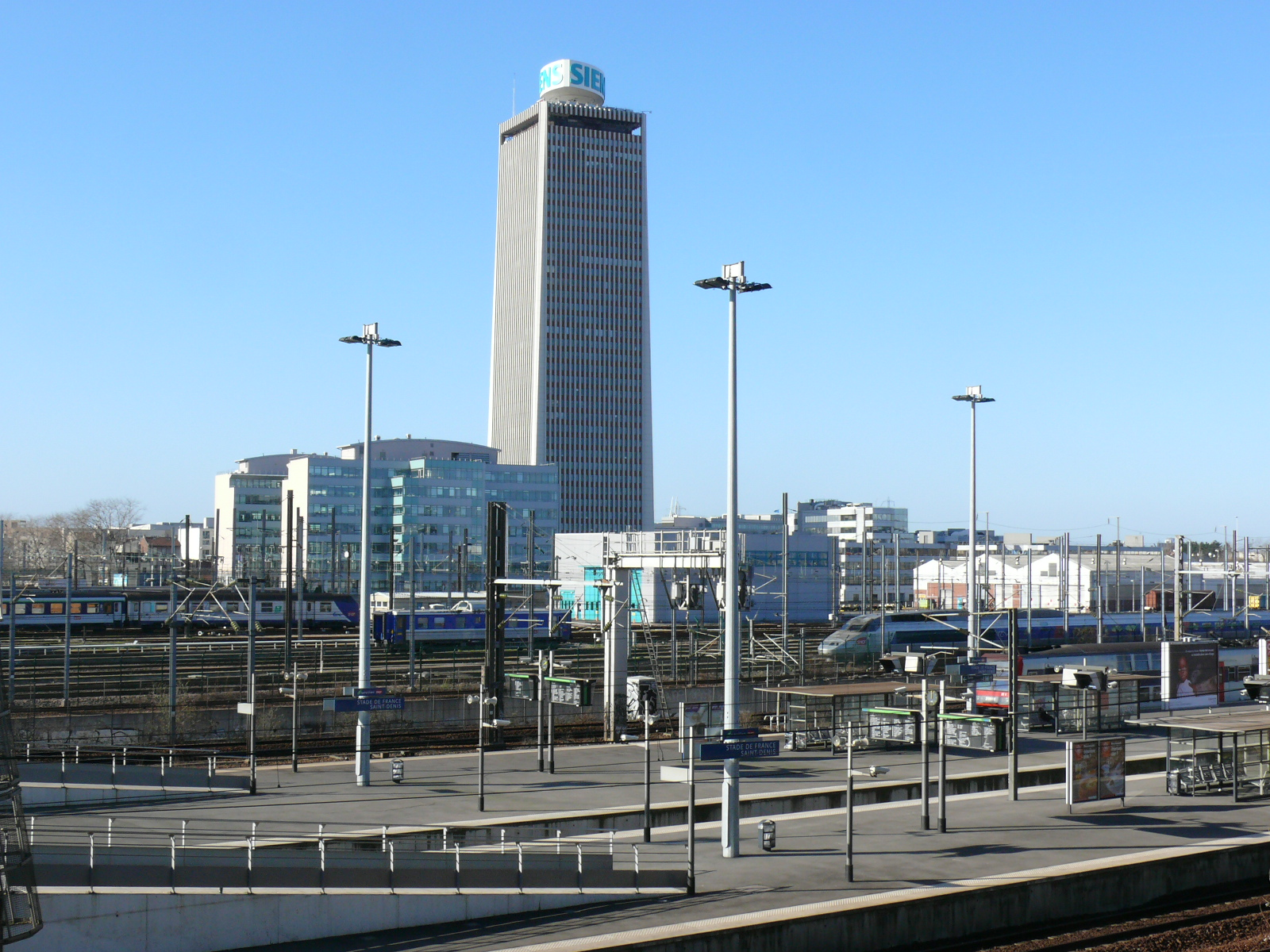
Der Bahnhof mit dem benachbarten Tour Pleyel

Der Bahnhof wurde 1998 eröffnet, um den Zugang zum neuerbauten Stade de France zu erleichtern. Auch die bessere Anbindung des neuentstandenen Büroviertels Quartier Pleyel, in welchem etwa 15.000 Menschen arbeiten, war ein notwendiger Schritt.

## Verkehrsprojekte
In der Zukunft (2024)[veraltet] soll in der Nähe des Bahnhofs die Métrostation Saint-Denis – Pleyel eröffnet werden, an welcher die Métrolinien 14, 15, 16 und 17 des Grand Paris Express halten werden. Der Bahnhof soll mit der Métrostation verbunden werden und würde damit zu einem weiteren wichtigen Verkehrsknotenpunkt im Pariser Norden werden.

## Verkehr
Der Bahnhof wird von der Linie D des Réseau express régional d’Île-de-France, des S-Bahn-Systems des Großraums Paris, bedient.

## Umgebung
- Stade de France
- Tour Pleyel